# Road (album, Alice Cooper)
Road je devětadvacáté studiové album amerického hudebníka Alice Coopera, jež vyšlo 25. srpna 2023 pod vydavatelstvím earMusic. Jeho producentem je Bob Ezrin.

## Seznam skladeb
| Pořadí         | Název                   | Délka |
| -------------- | ----------------------- | ----- |
| 1.             | I'm Alice               | 3:55  |
| 2.             | Welcome to the Show     | 3:36  |
| 3.             | All Over the World      | 3:52  |
| 4.             | Dead Don't Dance        | 3:30  |
| 5.             | Go Away                 | 4:20  |
| 6.             | White Line Frankenstein | 3:40  |
| 7.             | Big Boots               | 3:14  |
| 8.             | Rules of the Road       | 3:48  |
| 9.             | The Big Goodbye         | 3:32  |
| 10.            | Road Rats Forever       | 4:04  |
| 11.            | Baby Please Don't Go    | 3:29  |
| 12.            | 100 More Miles          | 3:04  |
| 13.            | Magic Bus               | 3:39  |
| Celková délka: | Celková délka:          | 47:43 |